# تشارلز ماكنزي
تشارلز ماكنزي هو سياسي كندي، ولد في 5 أكتوبر 1832 في Dunkeld and Birnam ‏ في المملكة المتحدة، وتوفي في 5 سبتمبر 1900. نشط حزبياً في الحزب الليبرالي في أونتاريو ‏. وقد انتخب عضو برلمان مقاطعة أونتاريو ‏.